# Аршан (Внутрішня Монголія)
Аршан (кит. спр. 阿尔山市, піньїнь: Ā'ĕrshān Shì) — місто-повіт на північному сході Внутрішньої Монголії, складова аймаку Хінган.

## Географія
Аршан лежить у межах Великого Хінгану.

### Клімат
Місто знаходиться у зоні, котра характеризується континентальним субарктичним кліматом. Найтепліший місяць — липень із середньою температурою 16.7 °C (62 °F). Найхолодніший місяць — січень, із середньою температурою -25.6 °С (-14 °F).
| Клімат Аршана           | Клімат Аршана | Клімат Аршана | Клімат Аршана | Клімат Аршана | Клімат Аршана | Клімат Аршана | Клімат Аршана | Клімат Аршана | Клімат Аршана | Клімат Аршана | Клімат Аршана | Клімат Аршана | Клімат Аршана |
| Показник                | Січ.          | Лют.          | Бер.          | Квіт.         | Трав.         | Черв.         | Лип.          | Серп.         | Вер.          | Жовт.         | Лист.         | Груд.         | Рік           |
| Абсолютний максимум, °C | −2            | 2             | 12            | 25            | 31            | 31            | 30            | 30            | 27            | 21            | 15            | 3             | 31            |
| Середній максимум, °C   | −19           | −13           | −5            | 6             | 15            | 21            | 22            | 21            | 15            | 7             | −5            | −13           | 4             |
| Середня температура, °C | −25           | −20           | −12           | −1            | 7             | 13            | 16            | 14            | 8             | 0             | −11           | −19           | 2             |
| Середній мінімум, °C    | −31           | −27           | −20           | −8            | −1            | 5             | 10            | 8             | 1             | −8            | −18           | −26           | −9            |
| Абсолютний мінімум, °C  | −42           | −40           | −36           | −26           | −13           | −5            | −1            | −2            | −10           | −22           | −35           | −41           | −42           |
| Вологість повітря, %    | 81            | 78            | 70            | 54            | 56            | 68            | 80            | 80            | 74            | 62            | 70            | 79            | 71            |
| ----------------------- | ------------- | ------------- | ------------- | ------------- | ------------- | ------------- | ------------- | ------------- | ------------- | ------------- | ------------- | ------------- | ------------- |
| Джерело: Weatherbase    |               |               |               |               |               |               |               |               |               |               |               |               |               |